# Epyris longicollis
Epyris longicollis é uma espécie de insetos himenópteros, mais especificamente de vespas aculeadas pertencente à família Bethylidae.
A autoridade científica da espécie é Kieffer, tendo sido descrita no ano de 1906.
Trata-se de uma espécie presente no território português.